# Munda Vallis
La Munda Vallis è una struttura geologica della superficie di Marte.